# Emma (téléfilm, 2012)
Pour les articles homonymes, voir Emma.
Pour plus de détails, voir Fiche technique et Distribution.
Emma est un téléfilm français réalisé par Alain Tasma, sur un scénario de lui-même et de Pascale Breton d'après l'œuvre de Sophie Tasma. Le film a été présenté en première mondiale au Festival de la fiction TV de La Rochelle en septembre 2011, et diffusé le 30 mai 2012 sur France 2.

## Synopsis
Emma, une adolescente, doit passer ses vacances avec son père, Pierre, sa belle-mère, Irène, son demi-frère, Jérôme, sa demi-sœur, Lola, et sa grand-mère, Éléonore. Toute la famille est également rejointe par le fils d'un ami de Pierre, Vincent, qui a vécu une année difficile. Les relations d'Emma et Jérôme avec leur père et surtout leur belle-mère sont assez tendues et l'accueil d'un invité n'est d'abord pas très bien vécu par les adolescents.

## Fiche technique
Sauf indication contraire, les informations mentionnées dans cette section peuvent être confirmées par la base de données cinématographiques IMDb,  présente dans la section « Liens externes ».
- Titre original : Emma
- Réalisateur : Alain Tasma
- Scénario, adaptation et dialogues : Alain Tasma et Pascale Breton d'après l'œuvre de Sophie Tasma
- Musique : Nicolas Errèra
- Date de diffusion : 30 mai 2012 sur France 2[2]
- Durée : 92 minutes

## Distribution
- Rebecca Marder : Emma
- Éric Caravaca : Pierre
- Julie Gayet : Irène
- Maria Pacôme : Éléonore
- François Civil : Jérôme
- Léo Legrand : Vincent
- Caroline Proust : Léa
- David Chausse : Léonard
- Stella Trotonda : Lola

## Récompense
- Festival de la fiction TV de La Rochelle 2011 : Prix jeune espoir féminin pour Rebecca Marder[3]